# 제38회 부산국제단편영화제
제38회 부산국제단편영화제는 2021년 4월 21일에 열린 시상식이다.

## 수상 및 후보

### 최우수작품상(국제경쟁)
- 벨라 - 뗄리아 페트라키 수상

### 우수작품상(국제경쟁)
- 부엉이 - 사이몬 폰텐 외 1명 수상

### 심사위원특별상(국제경쟁)
- 족장 알-싯 - 수잔나 미가니 수상

### 최우수작품상(KAFA 상)(한국경쟁)
- 조지아 - 제이 박 수상

### 우수작품상(한국경쟁)
- 쥐뢰 - 홍연이 수상

### 심사위원특별상(한국경쟁)
- 혈연 - 왕희송 수상

### 심사위원특별언급상(한국경쟁)
- 달팽이 - 김태양 수상

### 연기상(한국경쟁)
- 신의 딸은 춤을 춘다 - HAEJUN 수상

### 넷팩상
- 조지아 - 제이 박 수상

### 오퍼레이션키노(최우수작품상)
- 산 23-1, X - 이민호 수상

### 오퍼레이션키노(우수작품상)
- 또바기 - 최소윤 외 1명 수상

### 아고라상
- 산 23-1, X - 이민호 수상

### 관객상(국제경쟁)
- 삶의 끝에서 나눈 대화 - 파비엔느 코흐 수상

### 관객상(한국경쟁)
- 우리가 꽃들이라면 - 김율희 수상

### 국제경쟁
- 겁이 나면 이 버튼을 눌러 - 가브리엘 뵈머
- 삶의 끝에서 나눈 대화 - 파비엔느 코흐
- 도시의 스핑크스 - 마리아 로렌조 에르난데스
- 토야마로의 귀향 - 아츠시 히라이
- 털짐승 - 잉게 볼리 외 2명
- 우리의 심장은 전쟁처럼 뛴다 - 엘리노어 네치미야
- 케어풀 - 앨리스 세이
- 그곳 - 위 펀 우
- 움직이는 보행자들 - 에단 네옹
- 부엉이 - 사이몬 폰텐 외 1명
- 특별 시사회 - 테오 린드퀴스트
- E14 - 페이맨 제카밧
- 금지된 일상 - 삼 오르티
- 베들레헴 2001 - 이브라힘 한달
- 나 여기 있어요 - 줄리아 올릭
- 파란 소녀, 하얀 공포 - 롤라 할리파-르그랑 외 1명
- 네 얼굴을 잊는 게 두려워 - 사마 알라
- 소돔의 자식 - 테오 몬토야
- 육식동물 - 아미르 호세인 모세니
- 에이다 - 데이비드 윌리엄슨
- 벨라 - 뗄리아 페트라키
- 소녀들은 밤에 혼자 걸어 다녀서는 안 된다 - 캐터린 마티노
- 고마워, 너는? - 몰리 매닝 워커
- 언리버블 - 에녹 카르발호 외 1명
- 당신의 아이 - 넬슨 푸아
- 태풍이 오기 전에 - 춴 원
- 고통 - 안나 로즈 더크워스
- 초경 - 릴라 알라
- 신의 부름을 들을 때 - 페스투스 톨
- 과테말라 소년들의 여름 - 막스 월커-실베르만
- 조화 - 톰 룬스호프
- 올드 본 - 조단 드 데켄
- 어리석은 자들 - 마우리시오 말도나도
- 뉴스 - 로린 테레시
- 족장 알-싯 - 수잔나 미가니
- 기다림 - 다닐로 도 카르노 외 1명
- 소니에게 - 페데리코 스피아치
- 지나가는 사람 - 피터 쿠디저
- 산 아래의 야수 - 밍 양

### 한국경쟁
- 건설 유니버스의 어떤 오류 - 박군제
- 끝달 - 윤상준
- 달팽이 - 김태양
- 뒤 : 빡 - 석재승
- 수강신청 - 이미지
- 수라 - 정해지
- 수리불가 - 장현호
- 시스터 - 나한
- 신의 딸은 춤을 춘다 - 변성빈
- 아마 늦은 여름이었을 거야 - 김소형
- 아홉 살의 사루비아 - 장나리
- 어제 내린 비 - 송현주
- 언팟 - 박희은
- 우리가 꽃들이라면 - 김율희
- 조지아 - 제이 박
- 쥐뢰 - 홍연이
- 창문 너머에 - 강지숙
- 크리스마스 선물 - 김성규
- 혈연 - 왕희송
- Godspeed - 박세영

### 오퍼레이션 키노
- 대물림 - 박찬호
- 또바기 - 최소윤 외 1명
- 산 23-1, X - 이민호
- 생, 가(歌) - 김영효
- 열 여섯 - 정영웅
- 프로아나 - 곽가림

### 네덜란드 파노라마
- 방문객 - 스테인 보우마
- 리런스 - 로스토
- 사이렌 - 자라 드윙어
- 그린 스크린 그링고 - 다우 다익스트라

### 네덜란드 시네아스트
- 도마뱀 - 폴 버호벤
- 특별하지 않은 - 폴 버호벤
- 네덜란드 왕립 해병대 - 폴 버호벤
- 레슬러 - 폴 버호벤

### 네덜란드 실험영화
- 구름 숲 - 엘리안 에스더 보츠
- 돌아다니다 - 필라르 팔코
- 현신 - 샤를로뜨 뒤마
- 로스트 온 어라이벌 - 에스더 폴락 외 1명
- 사샤 - 마리아 몰리나 페이로

### 벨기에 시네아스트
- 나의 마을을 날려버려 - 샹탈 애커만
- 방 - 샹탈 애커만
- 르 15/8 - 샹탈 애커만
- 자허를 위한 세 개의 노래 - 샹탈 애커만

### 아시아 쇼츠
- 바나나 피시를 찾는 여자가 없는 남자, 이야기를 들려주는 고양이가 없는 여자 - 쳉 띰 키안
- 보석 세공사 - 맷 모로즈
- 주누의 신발 - 케달 스레이스타
- 엘사 - 젠 니 임
- 내가 죽어 누워 있을 때 - 레 쿠인 안
- 모기사냥 - 카딘 푸아
- 추달라 - 마리아 사예드
- 소의 하루 - 데이비드 다르마디 외 1명
- 물 속의 호랑이 - 칼프 상그비 외 1명
- 해중망 - 치앙 웨이 리앙
- 후쿠시마의 피폭 돼지 - 오토 벨
- 우리의 밤은 깨어있다 - 궉 준
- 빅토르 최 죽어갔다 - 알렉산더 솔로비요프
- 블라인드 마우스 - 렁 시우 홍
- 오페라 - 에릭오
- 빨간 독수리 - 랏차뿜 분번차초케

### 코리아 쇼츠
- 히치하이커 - 윤재호
- 기사선생 - 김서윤
- 꼬리 - 김후중
- 은서 - 박준호
- 혼생러 한사라 - 최진솔
- 디스크조각모음 - 황보새별
- 집 안에서 완벽하게 미아가 되는 법 - 박재현
- 그녀를 지우는 시간 - 홍성윤
- 생각하는 기계 - 팀 파우
- 우리집 광대 - 김세희
- 오늘의 지수 - 김연진
- 얼룩 - 박덕진
- 온택트 - 김정인

### 비욘드 쇼츠
- 인비보 - 카렐 두잉
- #43.6 - 요스트 레크벨트
- #2623 - 요스트 레크벨트 외 1명
- 초원의 환영 - 크리스티안 A. 참마
- 뉴 노멀 - 루지에 루스
- 마지막 검문소 - 클레망 슈네데르
- 쟌느 - 파비앙 항블리에
- 동굴 - 에드가 페라
- 당신의 옆에 - 막시밀리안 니만
- 5분 - 막시밀리안 니만
- 내 기억 속의 너는 - 강서진
- 러브 초이스 - 장가영
- 커피와 유자 사이 - 김현성 외 1명
- 회색 시선 - 이유정